# Aromaticité métallique
L'aromaticité métallique ou métalloaromaticité est le concept d'aromaticité, présent dans de nombreux composés organiques, étendu aux métaux et aux composés contenant des métaux. 
La première preuve expérimentale de l'existence d'aromaticité dans les métaux a été trouvée dans des clusters d'aluminium du type MAl4− où M représente le lithium, le sodium ou le cuivre. Ces anions peuvent être générés dans l'hélium par ablation laser d'un composite aluminium/carbonate de lithium ou d'un alliage de cuivre ou de sodium/aluminium, séparés et sélectionnés par spectrométrie de masse et analysés par spectroscopie photoélectronique. La preuve de l'aromaticité de ces composés est basée sur plusieurs considérations. La chimie numérique montre que ces clusters d'aluminium sont constitués d'un centre tétranucléaire Al42− plan et un contre-ion au sommet d'une pyramide à base carrée. L'unité Al42− est parfaitement plane et n'est pas perturbée par la présence du contre-ion ni même de deux contre-ions dans le composé neutre M2Al4. De plus, on a calculé que son orbitale moléculaire haute occupée forme un système π délocalisé doublement occupé, de sorte qu'elle respecte la règle de Hückel. Enfin, il existe une correspondance entre les valeurs calculées et les valeurs expérimentales obtenues par spectroscopie photoélectronique pour l'énergie nécessaire pour éliminer les quatre premiers électrons de valence. Le premier composé aromatique entièrement métallique était un cyclogallane avec un noyau Ga32− découvert par Gregory Robinson en 1995.
L’aromaticité d'orbitale d a été observée dans les clusters triatomiques W3O9− de tungstène et Mo3O9− de molybdène produits par ablation laser des métaux purs en présence d'oxygène dans un flux d'hélium. Dans ces clusters, les trois centres métalliques sont liés par l'oxygène tandis que chaque atome métallique est lié à deux atomes d'oxygène terminaux. Le premier signal dans le spectre photoélectronique correspond à l'élimination de l'électron de valence ayant l'énergie la plus faible dans l'anion pour donner le composé neutre M3O9. Cette énergie s'avère comparable à celle du trioxyde de tungstène WO3 et du trioxyde de molybdène MoO3 massifs. Par ailleurs, le signal photoélectrique est étalé, ce qui suggère que l'anion et l'espèce neutre ont des conformations sensiblement différentes. La chimie numérique montre que l'anion M3O9− et le dianion M3O92− sont des hexagones idéaux avec des longueurs de liaison métal–métal identiques. On observe également que des clusters d'oxyde de tritantale Ta3O3− présentent une possible aromaticité d'orbitale d.
Les molécules discutées jusqu'à présent n'existent que diluées dans une phase gazeuse. Une étude explorant les propriétés d'un composé formé dans l'eau à partir de molybdate de sodium Na2MoO4·2H2O et de l'acide iminodiacétique HN(CH2CO2H)2 a également révélé des signes d'aromaticité, mais ce composé a en fait été isolé. La cristallographie aux rayons X a montré que les atomes de sodium sont disposés en couches d'agrégats hexagonaux apparentés aux pentacènes. La longueur des liaisons sodium–sodium est inhabituellement courte (327 pm contre 380 pm dans le sodium élémentaire) et, comme dans le benzène, le cycle est plan. Dans ce composé, chaque atome de sodium a une géométrie moléculaire octaédrique déformée en coordination avec les atomes de molybdène et les molécules d'eau.